# Анджело Арчідіаконо
Анджело Арчідіаконо (італ. Angelo Arcidiacono, нар. 25 вересня 1955, Катанія, Італія — 26 лютого 2007, Катанія, Італія) — італійський фехтувальник на шаблях, олімпійський чемпіон (1984 рік) та срібний (1976 рік) призер Олімпійських ігор.

## Виступи на Олімпіадах
| Олімпіада         | Дисципліна          | Місце |
| ----------------- | ------------------- | ----- |
| Монреаль 1976     | індивідуальна шабля | 9     |
| Монреаль 1976     | командна шабля      | 2     |
| Лос-Анджелес 1984 | командна шабля      | 1     |